# Millénaire de Fulbert
Pour les articles homonymes, voir Millénaire (homonymie).

Millénaire de Fulbert

Les célébrations du millénaire de Fulbert ont eu lieu à Chartres du 8 septembre au 15 octobre 2006.

## Commémorations
Le compositeur Jacques Charpentier crée à cette occasion la « Messe de Chartres » en 2006, pour ce millénaire.
Les commémorations se déroulent sur toute l'année 2006, avec en octobre un colloque de trois jours sur l'œuvre de Fulbert de Chartres,.
Le colloque connaît quelques difficultés à cause de la concurrence entre deux groupes d'historiens, l'un dirigé par Guy Lobrichon et appuyé par la directrice du Patrimoine et l'autre mené par Michel Rouche, à la demande de l'évêque de Chartres. Le colloque est finalement organisé par Michel Rouche et son président d'honneur est Pierre Riché. Les actes sont publiés en 2008.

## Origine
C'est en effet en 1006, probablement en octobre, que Fulbert est devenu évêque de Chartres. Depuis quelques années, déjà, il était chancelier et maître de l’école de Chartres. Robert le Pieux lui accordait son investiture royale et cultivait son amitié.
Fulbert fit élever à Chartres une cathédrale romane, qui subsiste pour sa partie basse dans les cryptes de la cathédrale actuelle. 
La réputation de cette personnalité de l’an Mil, enseignant, juriste, musicien, a franchi, de son vivant, les limites de la chrétienté occidentale : Danemark, Hongrie, Espagne…
Malgré les difficultés rencontrées par les voyageurs de ces temps féodaux, de nombreux élèves et des princes désireux d’être conseillés viennent jusqu’à la cité chartraine pour y recueillir les enseignements de Fulbert.